# Окана
Окана — река в России, протекает по Оренбургской области. Устье реки находится в 328 км по правому берегу реки Сок. Длина реки составляет 14 км.

## Данные водного реестра
По данным государственного водного реестра России относится к Нижневолжскому бассейновому округу, водохозяйственный участок реки — Сок от истока и до устья. Речной бассейн реки — Волга от верховий Куйбышевского вдхр. до впадения в Каспий.
Код объекта в государственном водном реестре — 11010000612112100005648.